# Sebastes hopkinsi
Sebastes hopkinsi är en fiskart som först beskrevs av Frank Cramer, 1895.  Sebastes hopkinsi ingår i släktet Sebastes och familjen kungsfiskar. Inga underarter finns listade i Catalogue of Life.